# HD168476
HD168476 — хімічно пекулярна зоря спектрального класу
B5 й має видиму зоряну величину в смузі V приблизно  9,3.

## Пекулярний хімічний склад
Зоряна атмосфера HD168476 має підвищений вміст 
He
.